# 果園山 (喬治亞州)
果園山（英語：Orchard Hill）是一個位於美國喬治亞州斯波爾丁縣的城鎮。

## 地理
果園山的座標為33°11′13″N 84°12′41″W / 33.18694°N 84.21139°W，而該地的平均海拔高度為262米（即860英尺）。

## 人口
根據2010年美國人口普查的數據，果園山的面積為0.90平方千米，當中陸地面積為0.90平方千米，而水域面積為0.00平方千米。當地共有人口209人，而人口密度為每平方千米232人。